# Parafia św. Jana Chrzciciela w Ludomach
Parafia św. Jana Chrzciciela w Ludomach – parafia rzymskokatolicka, znajdująca się w archidiecezji poznańskiej, w dekanacie obornickim.